# Tatiana Ronginska
Tatiana Ronginska – polska psycholog, dr hab., profesor uczelni i dyrektor Instytutu Psychologii Wydziału Pedagogiki, Psychologii i Socjologii Uniwersytetu Zielonogórskiego.

## Życiorys
Obroniła pracę doktorską, następnie uzyskała stopień doktora habilitowanego. Została zatrudniona na stanowisku profesora w Instytucie Pedagogiki i Psychologii na Wydziale Nauk Pedagogicznych i Społecznych Uniwersytetu Zielonogórskiego, na Wydziale Zamiejscowym w Wałbrzychu Wyższej Szkole Pedagogicznej Towarzystwa Wiedzy Powszechnej, oraz na Wydziale Zarządzania i Marketingu Wyższej Szkole Menedżerskiej w Legnicy.
Była profesorem nadzwyczajnym i kierownikiem w Zakładzie Psychologii Zarządzania na Wydziale Ekonomii i Zarządzania Uniwersytetu Zielonogórskiego.
Jest profesorem uczelni i dyrektorem Instytutu Psychologii Wydziału Pedagogiki, Psychologii i Socjologii Uniwersytetu Zielonogórskiego.